# Эльвдальский диалект
Эльвда́льский диалект, или эльвдалський язык (также далекарли́йский, швед. älvdalska, älvdalsmål, самоназвание — övdalska) — скандинавский идиом, распространённый на северо-западе Швеции, в области Даларна (в первую очередь, коммуна Эльвдален).
Долгое время рассматривался как диалект шведского языка, однако в настоящее время, ввиду значительных отличий и по большей части невзаимопонятности с другими диалектами шведского языка, всё больше учёных считают его отдельным северогерманским (скандинавским) языком. Для эльвдальского идиома разработана орфография, кодифицируются правила грамматики. В шведский риксдаг было подано прошение о признании эльвдальского языка языком меньшинств, подлежащим защите в рамках Европейской хартии о региональных языках и языках меньшинств.
Основными чертами эльвдальского идиома являются, с одной стороны, архаизмы, в высшей степени необычные для континентальных скандинавских языков (к которым относятся, в частности, датский, шведский и норвежский), с другой — особенности, не свойственные им (в первую очередь, в области вокализма). Некоторые из последних сближают эльвдальский с другим скандинавским языком — гутнийским, некогда распространённым на острове Готланд (сейчас диалект Готланда ближе к стандартному шведскому). К отличительным чертам эльвдальского идиома относят, например, сохранение падежей, по большей части утраченных в остальных континентальных скандинавских языках, а также сохранение носовых гласных.

## Современное положение

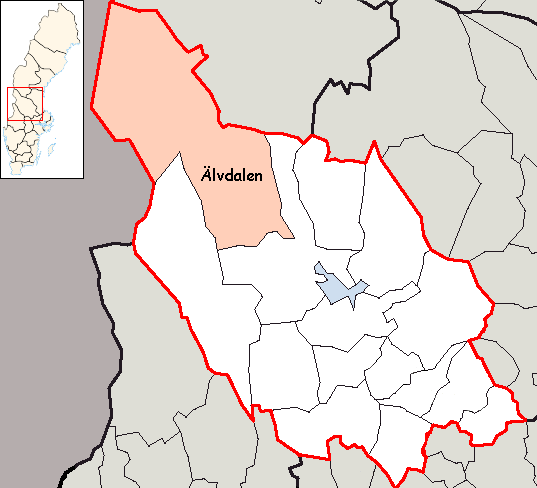
Коммуна Эльвдален на карте лена Даларна

Сейчас на эльвдальском говорят очень немногие жители Эльвдалена; почти все они в той или иной степени пользуются и стандартным шведским. Число носителей — около 3000 человек; таким образом, этот идиом находится под угрозой исчезновения. Тем не менее были предприняты попытки кодифицировать орфографию и грамматику, изданы букварь и детские книги, переведено Евангелие от Иоанна. Местная музыкальная группа Övdalsfuäk записала несколько песен на эльвдальском. Была создана инициативная группа Ulum dalska («Будем говорить по-дальски») и совет по кодификации Råðdjärum («Соберёмся обсудить»), в который вошёл, в частности, известный шведский лингвист Эстен Даль. В Университете Уппсалы прошла конференция, посвящённая вопросам эльвдальского идиома. Совет Европы посоветовал шведскому правительству рассмотреть вопросы о государственной защите эльвдальского. 20 октября 2006 года депутат риксдага от Партии центра Кеннет Юханссон подал официальный запрос относительно признания эльвдальского языком меньшинств в рамках Европейской хартии о региональных языках и языках меньшинств.

## Письменность
Эльвдальский идиом записывался рунами значительно дольше, чем другие скандинавский языки. Последнее свидетельство использования рун для его записи относится к началу XX века. 
В настоящее время он имеет свой собственный алфавит на основе латиницы:
| Эльвдальский алфавит | Эльвдальский алфавит | Эльвдальский алфавит | Эльвдальский алфавит | Эльвдальский алфавит | Эльвдальский алфавит | Эльвдальский алфавит | Эльвдальский алфавит | Эльвдальский алфавит | Эльвдальский алфавит | Эльвдальский алфавит | Эльвдальский алфавит | Эльвдальский алфавит | Эльвдальский алфавит | Эльвдальский алфавит | Эльвдальский алфавит | Эльвдальский алфавит | Эльвдальский алфавит | Эльвдальский алфавит | Эльвдальский алфавит | Эльвдальский алфавит | Эльвдальский алфавит | Эльвдальский алфавит | Эльвдальский алфавит | Эльвдальский алфавит | Эльвдальский алфавит | Эльвдальский алфавит | Эльвдальский алфавит | Эльвдальский алфавит | Эльвдальский алфавит | Эльвдальский алфавит | Эльвдальский алфавит | Эльвдальский алфавит | Эльвдальский алфавит | Эльвдальский алфавит | Эльвдальский алфавит | Эльвдальский алфавит |
| -------------------- | -------------------- | -------------------- | -------------------- | -------------------- | -------------------- | -------------------- | -------------------- | -------------------- | -------------------- | -------------------- | -------------------- | -------------------- | -------------------- | -------------------- | -------------------- | -------------------- | -------------------- | -------------------- | -------------------- | -------------------- | -------------------- | -------------------- | -------------------- | -------------------- | -------------------- | -------------------- | -------------------- | -------------------- | -------------------- | -------------------- | -------------------- | -------------------- | -------------------- | -------------------- | -------------------- | -------------------- |
| Заглавные            | A                    | Ą                    | B                    | C                    | D                    | Ð                    | E                    | Ę                    | F                    | G                    | H                    | I                    | Į                    | J                    | K                    | L                    | M                    | N                    | O                    | P                    | Q                    | R                    | S                    | T                    | U                    | Ų                    | V                    | W                    | X                    | Y                    | Y̨                    | Z                    | Å                    | Ą̊                    | Ä                    | Ö                    |
| Строчные             | a                    | ą                    | b                    | c                    | d                    | ð                    | e                    | ę                    | f                    | g                    | h                    | i                    | į                    | j                    | k                    | l                    | m                    | n                    | o                    | p                    | q                    | r                    | s                    | t                    | u                    | ų                    | v                    | w                    | x                    | y                    | y̨                    | z                    | å                    | ą̊                    | ä                    | ö                    |

- Буквы с огонэками обозначают носовые гласные.

## Лингвистические черты

### Архаизмы
Среди архаизмов эльвдальского идиома можно отметить следующие:
- сохранение носовых гласных: buotję [bʉutʃẽ] «книга» (шв. boken);
- сохранение согласных [w] (warg «волк», шв. varg) и [ð] (guoð «хороший», шв. god);
- отсутствие закона «слогового баланса», характерного для всех скандинавских языков (кроме датского); если, скажем, в шведском языке ударный слог может быть только долгим (либо долгий гласный + не больше одного согласного, либо краткий гласный + долгий согласный), то в эльвдальском, как и в древнеисландском, возможны также краткие (открытые с кратким гласными) и сверхдолгие (долгий гласный + более одного согласного) слоги;
- сохранение падежной системы у имени, ср. номинатив wardjin ietter Grobien «волка зовут Серые лапы» (шв. vargen heter Gråben), аккузатив — ig såg wardjin «я видел волка» (шв. jag såg vargen), датив — ig djäv wardjem tjyöt «я даю волку мяса» (шв. jag ger vargen kött), генитив — wardjemes bien ir åv «волку оторвали ноги», досл.: «ноги волка оторваны» (шв. vargens ben är av)[8].

### Инновации
Явления, не свойственные другим континентальным скандинавским языкам, в эльвдальском затрагивают, в первую очередь, систему гласных, где произошла вторичная дифтонгизация долгих.
- Долгое i → ai: baita «кусать» (шв. bita).
- Долгое o → uo [ʉu]: suol «солнце» (шв. sol).
- Долгое u → au [aʉ]: aus «дом» (шв. hus).
- Долгое y → åy [oy]: åysa «приютить, разместить» (шв. hysa).
- Долгое ö → yö: myöta «встречать» (шв. möta).
- Праскандинавское æi → долгое e → ie: stien «камень» (шв. sten).
- Кроме того, сочетания i + ударное долгое o дало в эльвдальском трифтонг iuo: biuoða «приглашать» (шв. bjuda).
- В эльвдальском везде исчез согласный h: aus «дом» (ср. шведское hus).
- В некоторых контекстах выпадает l: mjok «молоко» (шв. mjölk).
- Встречается метатеза — например, rwaiða «скручиваться» (шв. vrida).
- Сохраняются носовые гласные[9].

### Синтаксис
В эльвдальском идиоме также существует ряд синтаксических явлений, не свойственных другим континентальным скандинавским языкам. Среди них:
- Возможность опущения подлежащего с референтом 1 лица множественного числа и 2 лица множественного числа[14]. Эта особенность эльвдальского синтаксиса отсутствует в других стандартных скандинавских языках. Подлежащие без выраженного референта опускаются только в случае, когда подлежащее не несёт грамматического значения.
- Возможность дублирования подлежащего. Чтобы дублирование подлежащего было возможным, оно должно находиться в начале клаузы, а также должно использоваться межфразовое наречие наподобие an, kanenda или sakt. Дублирование подлежащего придаёт предложению дополнительное модальное значение[14].